# Georges Cravenne
Georges Cravenne (ur. 24 stycznia 1914 w Kairuanie, zm. 10 stycznia 2009 w Paryżu) – francuski producent filmowy. 
W 1974 utworzył Akademię Sztuki i Techniki Filmowej, która od 1975 przyznaje francuskie nagrody filmowe Cezary. Sam Cravanne został w 2000 laureatem Cezara Honorowego w uznaniu zasług dla promocji francuskiego kina.